# Liste der Darker-than-Black-Charaktere
Dies ist eine Liste der Charaktere aus den Werken des Franchise Darker than Black. Sie soll einen Überblick über die verschiedenen Organisationen und das Zusammenspiel der Charaktere geben.

## Das Syndikat
Anfangs wurde das Syndikat (組織, Soshiki) als eine mysteriöse Untergrundorganisation vorgestellt, deren wahre Ziele nicht erkenntlich sind. Die Kommunikation zu dem Syndikat läuft nahezu vollständig über Kontaktmänner ab, die sowohl Aufträge erteilen, als auch sich nach deren Fortschritt erkundigen. Einer dieser Kontaktmänner ist Huang, der aber ebenfalls nur durch weitere Kontaktmänner seine Befehle erhält. Er gibt unterdessen seine Informationen an Hei, Mao und Yin weiter, auf die sich die Handlung konzentriert. Dabei werden die Aufträge zumeist von Hei erledigt, da Yin als Doll zur Observierung eingesetzt wird und Mao in seiner Form als Katze ebenfalls für kämpferische Auseinandersetzungen nicht geeignet ist.
Mit fortgeschrittener Handlung wird deutlich, dass das Syndikat nur Untergruppe einer globalen Organisation ist und unter der Kontrolle des Pandora Instituts steht, was es sich zum Ziel erklärt hat den Zustand des Planeten zu stabilisieren und das Hell’s Gate zu zerstören.
Hei (黒, dt. „Schwarz“)
Hei ist der Protagonist des ersten Animes und wird als Contractor unter der Codenummer BK-201 geführt. Wie viele Charaktere besitzt er mehrere Decknamen und so ist auch „Hei“ nur ein Deckname, mit dem er dem Syndikat bekannt ist. Von anderen Contractors wird er üblicherweise als Schwarzer Todesgott (黒の死神, Kuro no Shinigami) bezeichnet und ist bei ihnen berüchtigt. In seiner Freizeit zwischen den Aufträgen nimmt er die Identität eines wohlerzogenen chinesischen Austauschstudenten an und gibt sich als Lee Sheng Shun (李舜生, Ri Shenshun) aus, der in den Umitsuki Apartments wohnt und gelegentlichen Teilzeitjobs nachgeht. In dieser Rolle offenbart er einen riesigen Hunger, was die auf ihn treffenden Personen immer wieder erstaunt.
Als Contractor tarnt er sich mit einer Maske und verwendet kabelgebundene Messer als Waffe, die er auch als Enterhaken verwendet. Seine Spezialfähigkeit ist es elektrische Stromstöße durch leitende Materialien zu übertragen, wodurch er seine Gegner auch allein durch Berührung oder die mit ihm verbundenen Messer außer Gefecht setzen kann. Im Gegensatz zu anderen Contractoren muss er keine Buße leisten und gilt deshalb als außergewöhnlich. Zudem zeigt er im Gegensatz zu den anderen Contractors auch Gefühle. Dieser Umstand wird innerhalb der ersten Serie damit begründet, das seine Schwester Pai ihm diese Fähigkeit übertrug und er seitdem Moleküle manipulieren kann, was ihm zwar die Fähigkeit eines Contractors verleiht, aber nicht mit den gleichen Nebeneffekten verbunden ist.
In der Fortsetzung Darker than Black: Ryūsei no Gemini arbeitet Hei nicht mehr für das zusammengebrochene Syndikat und ist sichtlich gealtert. Obwohl sein Appetit immer noch groß ist, soll er sich laut Aussage von Mao fast nur noch von Alkohol ernähren. Nun besitzt ein recht verwahrlostes Äußeres und macht einen leicht müde gewordenen Eindruck. In seinen Träumen wird unterdessen deutlich, dass er Yin, die am Ende der ersten Serie sich von ihm abkehrte, noch immer liebt und sie vermisst. In der Fortsetzung verliert er in einer durch das MIC gestellten Falle seine Fähigkeit und ist seitdem allein auf seine körperlichen Fähigkeiten angewiesen. Im Zusammenspiel Suō Pavlichenko, deren Ausbildung er übernimmt, verspricht er ihr das Trinken aufzugeben und zeigt erneut seine emotionale Seite, als er versucht sie bestmöglich, wenn auch nicht ganz uneigennützig, zu unterstützen.
Yin (銀, In, dt. „Silber“)
Sie ist eine Unterstützerin von Hei und wird zunächst als emotionsloses Medium, eine so genannte Doll, vorgestellt. Entsprechend ist sie nicht in der Lage eigene Entscheidungen zu treffen und gehorcht nur auf Anweisung. Ihre Fähigkeit ist es durch Aussendung eines so genannten Observer Spirits die Aktivitäten während einer Mission zu überwachen. Dies funktioniert allerdings nur im Zusammenspiel mit Wasser. Dazu muss Yin selbst mit Wasser in Berührung sein und kann auch nur von anderen Wasseroberflächen aus die Umgebung wahrnehmen.
In den Nebengeschichten, die auch über ihre Vergangenheit berichten, wird herausgestellt, dass sie finnischer Abstammung ist und ursprünglich den Namen Kirsikka trug. Kurz Kirsi genannt nahm sie bei dem ebenfalls finnischen Komponisten Elis Kastinen Klavierunterricht. Dabei wird mehrfach angedeutet, dass sie blind ist oder zumindest nur sehr schlecht sehen kann, obwohl sie selbst von sich behauptet, dass sie das Mondlicht als sehr schön empfindet. Im Anime wird dieser Eindruck durch ihre matte Iris unterstrichen. Nach dem Tod ihrer Mutter verwandelte sie sich unter nicht genau geklärten Umständen in eine Doll.
Obwohl sie als Doll, wovon Huang fest überzeugt ist, keine Gefühle oder gar einen eigenen Willen haben soll, entscheidet sie in einem späteren Abschnitt der Handlung bei Hei zu bleiben und zeigt zunehmend mehr Gefühle und auch eine gewisse Form von Zuneigung zu ihm. Innerhalb der zweiten Serie wird sie von den Parteien als Izanami bezeichnet und steht unter der Kontrolle des MIC. Dennoch gelingt es ihr mit Hilfe ihres Observer Spirits, der mittlerweile eine menschliche Gestalt angenommen hat, sich einen Überblick über die Lage zu verschaffen. Zugleich erlangte sie nun die Fähigkeit die Fähigkeiten anderer Contractors zu manipulieren und sie gegen sie selbst zu richten, was das Interesse des MIC an ihr stärkt, um sie als Waffe gegen Contractors einzusetzen. Dabei greift sie gelegentlich in die Handlung ein, indem sie beispielsweise die Gegner von Suō Pavlichenko ausschaltet.
Mao (猫, dt. „Katze“)
Auch Mao ist ein Contractor, dessen Geist jedoch seinen ursprünglichen Körper verlassen hat und nun im Körper einer Katze residiert. Bei den anderen Organisationen wird er als HM-432 geführt. Sein echter Name wird jedoch nie erwähnt. Seine Fähigkeit ist es den Körper kleinerer Tiere übernehmen zu können und ihre natürlich Instinkte zu unterdrücken. Dadurch ist er auch in Form eines Tieres in der Lage zu sprechen und kann sich zudem direkt mit einem kabellosen Netzwerk verbinden über das er jederzeit Informationen senden und empfangen kann. Da er seinen ursprünglichen Körper verlor, ist er von der Buße befreit, muss sich aber regelmäßig mit dem Netzwerk verbinden, da er sonst die Kontrolle über die natürlichen Instinkte des Tieres verlieren und sterben würde. In den Auseinandersetzungen lenkt er üblicherweise die Gegner von Hei ab und dient als Kundschafter.
In Darker than Black: Ryūsei no Gemini übernimmt er den Körper von Suōs Haustier Pecha, einem Momonga (eine japanische Flughörnchen Art). Mao übernimmt dabei im Wesentlichen die gleiche Rolle wie in der ersten Serie und wird auch hier immer wieder zum Gegenstand humorvoller Einlagen. So wurde er beispielsweise in der ersten Serie immer wieder von der Besitzerin des Umitsuki Apartments vertrieben und als Momonga von Katzen gejagt. Sich stets darüber beschwerend von anderen Menschen als Flughörnchen bezeichnet zu werden. So stammt z. B. der Ausspruch von ihm, dass er in der Frühlingszeit andere Katzen am meisten hassen würde, da sie auf der Suche nach einem Partner wären, um Junge zu bekommen.
Huang (黄, dt. „Gelb“)
Huang ist ein Kontaktmann zum Syndikat und erteilt den Hei, Mao und Yin die Aufträge und stellt damit den Kopf der Gruppe dar. Er stellt dabei hohe Anforderungen an seine Truppe und zeigt zugleich seine ablehnende Einstellung Contractors und Dolls gegenüber. Gleichzeitig ist er aber auch um das Gelingen der Missionen bemüht und gibt selbst bei den Aufträgen Deckung. Seine Erscheinung ist die eines kleineren Mannes im höheren Alter.

## Japanische Polizei
Misaki Kirihara (きりはら みさき, dt. „?“)
Misaki Kirihara ist die Leiterin von Sektion 4 der japanischen Polizei. Sektion 4 befasst sich als einzige Polizeiabteilung mit den Gates sowie allen damit zusammenhängenden Personen und Vorkommnissen. Als Leiterin ist sie in der ersten Staffel dafür verantwortlich, das keine Informationen über Contractors bzw. Dolls an die Öffentlichkeit geraten. Der Contractor BK-201 ist für sie besonders wichtig, da er in viele ungeklärte Fälle verwickelt ist, die mit diversen Geheimdiensten und PANDORA in Verbindung stehen. Im Verlauf der Handlung lernt sie Hei als Lee Sheng Shun kennen, schöpft jedoch keinen Verdacht.
In der zweiten Staffel Zwillinge des Meteors (流星の双子, Ryuusei no gemini) arbeitet sie nicht mehr für Sektion 4, sondern stellt selbstständig Ermittlungen über BK-201 und das Syndikat an.

## Unabhängige Charaktere
Suō Pavlichenko (蘇芳・パブリチェンコ, Suō Paburichenko)
Als dreizehnjähriges Mädchen ist sie die eigentliche Protagonistin der Serie. Zu Beginn der Handlung lebt sie in Wladiwostok und wird dort, zusammen mit ihrem Bruder Shion, von ihrem russischen Vater großgezogen. Über ihre japanische Mutter wird nur sporadisch gesprochen, sodass die näheren Umstände unklar sind. Bevor in ihr die latenten Kräfte eines Contractors erwachen, ist sie begeisterte Hobbyfotografin und pflegt eine enge Freundschaft zu Tanya und den in sie verliebten Nika. Durch den Effekt eines ihr von Shion überreichten Medaillon, im Zusammenspiel mit einer eigentlich für Hei gestellten Falle, erwacht in ihr das Wesen eines Contractors. Zum ersten Mal äußert sich ihre Fähigkeit als Nika von Tanya getötet wird. Sie manifestiert dabei eine Panzerbüchse (PTRD-41) aus den Fragmenten eines Meteors, die in ihrem Medaillon eingebettet sind, die sie mit hoher Präzision verwenden kann. Unterstützt wird sie dabei im Verlauf der Handlung von dem Contractor July, der ihr mit seiner Fähigkeit die genaue Position und Umwelteinflüsse ihrer Ziele telepathisch übermittelt.
Shion Pavlichenko (紫苑・パブリチェンコ, Shion Paburichenko)
Er ist der Zwillingsbruder von Suō. Zu Beginn der Handlung verliert er sein rechtes Augenlicht als er von einem Stück eines herunterfallenden Meteors getroffen wird, was ihn zugleich in einen Contractor verwandelt. Seitdem ist er auf einen Rollstuhl angewiesen und wird von seinem Vater nicht aus der Wohnung gelassen und vor den anderen Einwohnern versteckt. Letztlich stellt er aus einem noch nicht näher genannten Grund das primäre Ziel der anderen Organisationen dar. Seit dem Übergriff auf die Wohnung der Pavlichenkos befindet er sich auf der Flucht, gibt Suō aber immer wieder über eine Art telepathische Fähigkeit Anweisungen.